# Tommaso Oxilia
Tommaso Oxilia (Loano, 22 aprile 1998) è un cestista italiano.

## Statistiche
| Stagione        | Squadra                      | Competizione | Partite | Partite | Partite | Statistiche tiro | Statistiche tiro | Statistiche tiro | Altre statistiche | Altre statistiche | Altre statistiche | Altre statistiche | Altre statistiche |
| Stagione        | Squadra                      | Competizione | Pres.   | Titol.  | Minuti  | Tiri da 2        | Tiri da 3        | Liberi           | Rimb.             | Assist            | Rubate            | Stopp.            | Punti             |
| --------------- | ---------------------------- | ------------ | ------- | ------- | ------- | ---------------- | ---------------- | ---------------- | ----------------- | ----------------- | ----------------- | ----------------- | ----------------- |
| 2014-2015       | Virtus Bologna               | Serie A      | 3       | 0       | 13      | 2/2              | 0/1              | 1/2              | 1                 | 0                 | 0                 | 0                 | 5                 |
| 2015-2016       | Virtus Bologna               | Serie A      | 9       | 0       | 37      | 0/1              | 0/3              | 1/2              | 1                 | 1                 | 0                 | 1                 | 1                 |
| 2016-2017       | Virtus Pallacanestro Bologna | Serie A2     | 26      |         | 348     | 30/62            | 5/27             | 10/24            | 72                | 11                | 6                 | 1                 | 85                |
| 2017-2018       | U.C.C. Piacenza              | Serie A2     | 30      |         | 612     | 61/138           | 13/30            | 43/78            | 127               | 24                | 22                | 7                 | 204               |
| 2018-2019       | Pall. Forlì                  | Serie A2     | 25      |         | 583     | 88/161           | 7/32             | 44/66            | 110               | 39                | 19                | 7                 | 241               |
| 2019-2020       | Pall. Forlì                  | Serie A2     | 12      |         | 192     | 15/33            | 2/8              | 17/22            | 38                | 13                | 8                 | 1                 | 53                |
| Totale carriera |                              |              |         |         |         |                  |                  |                  |                   |                   |                   |                   |                   |

## Palmarès

### Club
- Campionato italiano dilettanti: 1

Virtus Bologna: 2016-17
- Coppa Italia LNP: 1

Virtus Bologna: 2017

### Nazionale
- Mondiali Under-19: 
 Egitto 2017